# سیارک ۶۹۲۸
سیارک ۶۹۲۸ (به انگلیسی: 6928 Lanna، نامگذاری:1994TM3) شش هزار و نهصد و بیست و هشتمین سیارک کشف شده‌است که در ۱۱ اکتبر ۱۹۹۴ کشف شد.
قدر مطلق سیارک برابر ۱۳٫۸۰ است.